# Siasi
Siasi è una municipalità di quarta classe delle Filippine, situata nella Provincia di Sulu, nella Regione Autonoma nel Mindanao Musulmano.
Siasi è formata da 50 baranggay:
- Bakud
- Buan
- Bulansing Tara
- Bulihkullul
- Campo Islam
- Duggo
- Duhol Tara
- East Kungtad
- East Sisangat
- Ipil
- Jambangan
- Kabubu
- Kong-Kong Laminusa
- Kud-kud
- Kungtad West
- Latung
- Luuk Laminusa

- Luuk Tara
- Manta
- Minapan
- Nipa-nipa
- North Laud
- North Manta
- North Musu Laud
- North Silumpak
- Pislong
- Poblacion (Campo Baro)
- Punungan
- Puukan Laminusa
- Ratag
- Sablay
- Sarukot
- Siburi

- Singko
- Siolakan
- Siowing
- Sipanding
- Sisangat
- Siundoh
- South Musu Laud
- South Silumpak
- Southwestern Bulikullul
- Subah Buaya
- Tampakan Laminusa
- Tengah Laminusa
- Tong Laminusa
- Tong-tong
- Tonglabah
- Tubig Kutah
- Tulling